# Michal Špit
Michal Špit (* 9. dubna 1975) je bývalý český fotbalový brankář. Kariéru ukončil po sezóně 2015/16 Synot ligy v FK Jablonec, kde po podzimní části sezóny přijal roli trenéra brankářů. Díky vysoké postavě dobře ovládal vzdušný prostor před brankou, byl pohyblivý. Mezi jeho nejlepší fotbalové atributy patřily také jeho dlouhé, přesné a konstruktivní výhozy. Je členem Klubu ligových brankářů, který sdružuje brankáře s více než sty čistými vychytanými konty v prvních ligách.
Od 23. července 2020 trenérem brankářů AC Sparta Praha. Momentálně působí jako trenér brankařek v SK Slavia Praha.

## Klubová kariéra
Špit je odchovanec Sparty, kde dlouhá léta dělal brankářskou trojku a chytal za rezervu, marně čekal na ligovou šanci jak ve Spartě, tak i při krátkém působení v Jablonci. Tu dostal až v roce 2000 na hostování v Příbrami.
Před letním návratem do Sparty dokonce nahlédl i do české reprezentace. Celou sezonu byl náhradníkem Petra Čecha, po jeho přestupu do Rennes byl jedničkou, ale v sestavě se dlouho neudržel. Po neúspěšné kvalifikaci o Ligu mistrů s belgickým Genkem usedl opět na lavičku. Náhradníkem na Letné byl až do ledna 2004, kdy přestoupil do Jablonce.
17. května 2013 se podílel na vítězství ve finále Poháru České pošty 2012/13 proti Mladé Boleslavi, odchytal celý zápas i následný penaltový rozstřel, který skončil poměrem 5:4 pro Jablonec (po konci řádné hrací doby byl stav 2:2). V 19. minutě založil rychlý protiútok, který skončil vstřelením první a vedoucí branky Jablonce.
V odvetě třetího předkola Evropské ligy 2013/14 8. srpna 2013 podal výborný výkon a měl velký podíl na výhře 3:1 proti domácímu norskému týmu Strømsgodset IF, Jablonec po vítězství 2:1 z prvního utkání doma postoupil do 4. předkola (resp. play-off).
28. dubna 2014 vychytal v dresu Jablonce výhru 3:0 nad FC Vysočina Jihlava, což bylo jeho 100. čisté konto v nejvyšších fotbalových ligách (85 za Jablonec, 12 za Příbram a 3 za Spartu Praha). Vstoupil tak do Klubu ligových brankářů.
V prosinci 2015 se stal trenérem brankářů v FK Jablonec. V květnu 2016 po sezóně 2015/16 Synot ligy ukončil profesionální hráčskou kariéru. V posledním ligovém kole proti 1. FK Příbram nastoupil v závěru utkání a zaokrouhlil počet ligových startů na 300.